# Dauna
Dauna est le nom donné à une huile extra vierge d'olive (en 
italien : olio extravergine di oliva) produite dans la province de Foggia.
Depuis le 24 novembre 1997, la dénomination Canino est protégée au niveau européen par une appellation d'origine protégée (AOP).

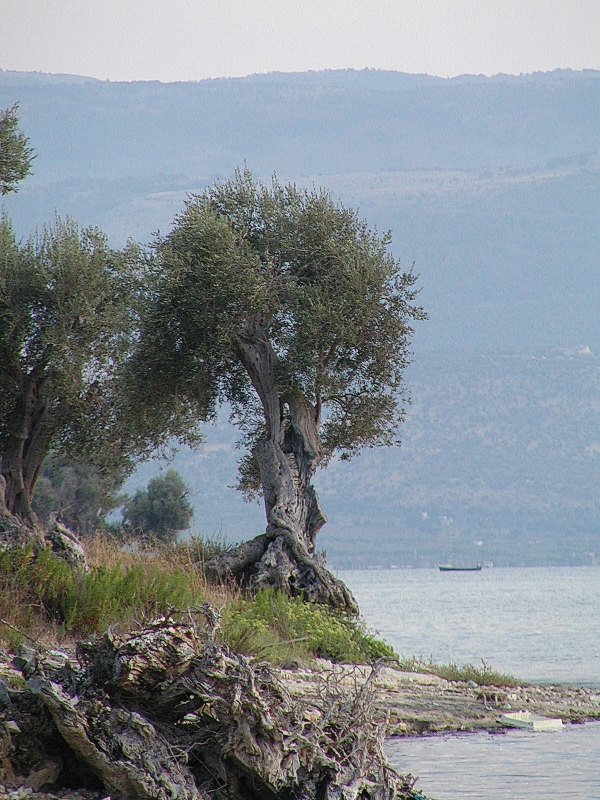
Olivier au bord de l'eau à Gargano.

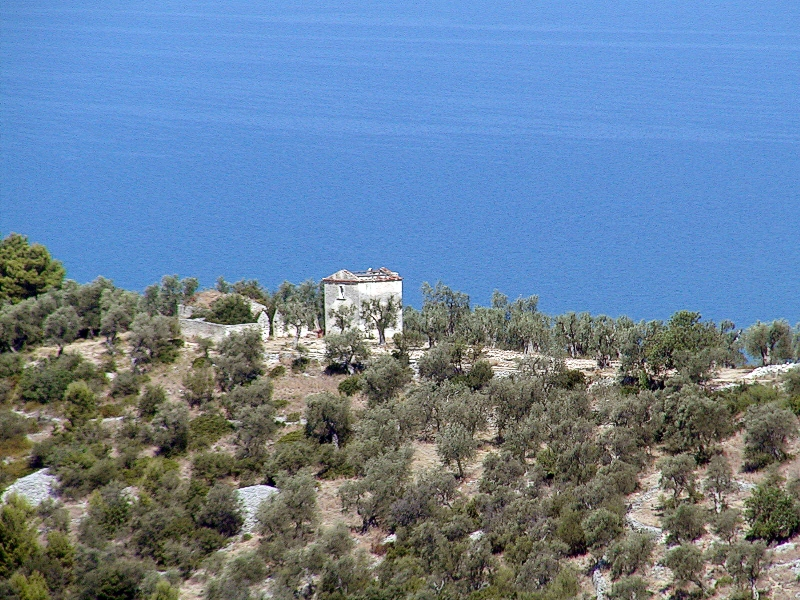
Littoral de la zone de Foggia.

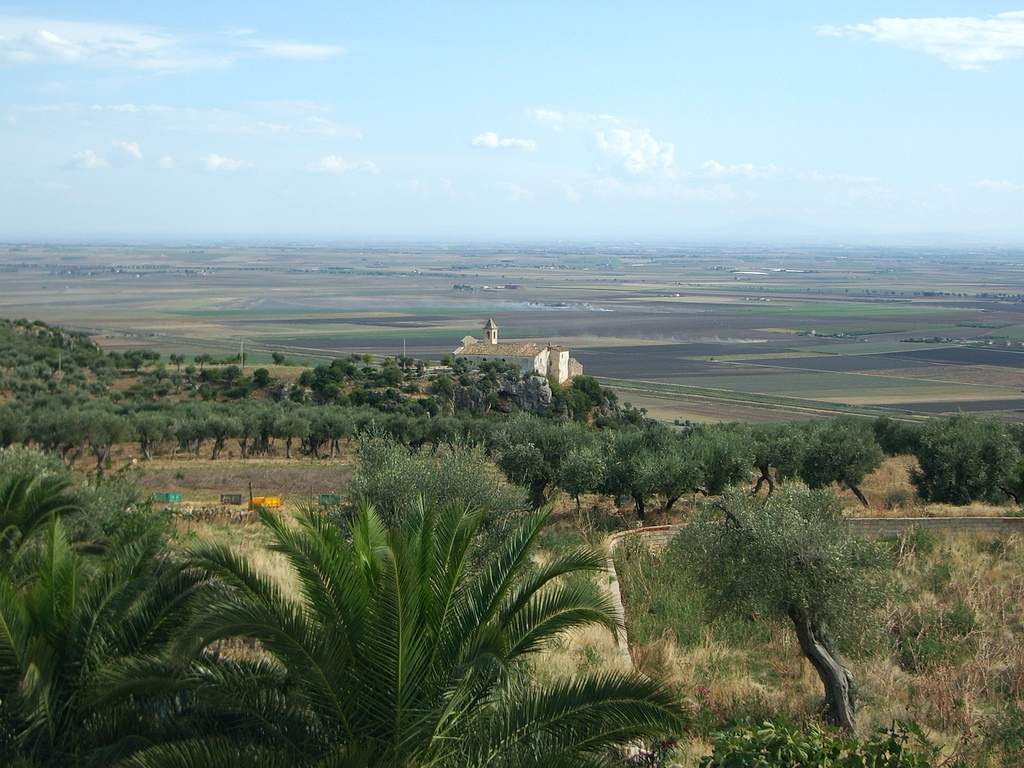
Tavoliere delle Puglie.

## Histoire
L'oléiculture dans la région considérée est présente probablement depuis les temps les plus anciens. L'abbaye de Pulsano (it) à Monte Sant'Angelo, proche de Gargano conserve, dans ses structures, des fragments de vestiges similaires à un pressoir romain. Le  XVIIIe siècle marque un tournant avec une bulle pontificale rédigée à Monte Sant'Angelo qui réglemente le  stockage et le commerce de l'huile.
Au cours des siècles suivants, les plantations d'oliviers se multiplient et envahissent les terres agricoles les mieux exposées jusqu'à ce que l'huile d'olive devienne un produit fondamental de l'économie locale.

## Méthode d'obtention
Elle est produite à partir d'olives saines de variétés: Peranzana,  Tavoliere Alto et Basso, Gragano, Coratina, l’Ogliarola,  Rotondella et la Sub Apennino. Récoltée avant le 30 janvier de chaque année, sa production ne peut être supérieur à 10 000 kg/ha avec un rendement en huile de 25 % maximum.

## Dénominations
Quatre territoires aux caractéristiques organoleptiques et paysagistiques différents, existant dans la province de Foggia, peuvent ajouter une mention géographique qui suit la DOP Dauna. Ces quatre dénominations donnent les libellés suivants:
- Dauno Alto Tavoiiere
- Dauno Basso Tavoliere
- Dauno Gargano
- Dauno Sub-Appennino